# Khang (họ)

Khang là một họ của người ở vùng Văn hóa Đông Á. Họ này có ở Trung Quốc (chữ Hán: 康, Bính âm: Kang), Triều Tiên (Hangul: 강, Romaja quốc ngữ: Kang), và Việt Nam.
Tại Trung Quốc, trong danh sách Bách gia tính họ Khang đứng thứ 88. Theo thống kê năm 2006 họ Khang xếp thứ 92 về mức độ phổ biến ở Trung Quốc.

## Người Trung Quốc họ Khang có danh tiếng
- Khang Hải, nhà văn thời nhà Minh
- Khang Hữu Vi, nhà cải cách cuối thời nhà Thanh
- Khang Sinh, chính trị gia Trung Quốc
- Khang Tư Đình, ca sĩ Trung Quốc

## Người Triều Tiên họ Khang có danh tiếng
- Kang Mi-na (Hán Việt: Khang Mỹ Na), thành viên nhóm nhạc Gugudan, cựu thành viên I.O.I
- Kang Seung Yoon: thành viên nhóm nhạc Winner
- Kang Taehyun: thành viên nhóm nhạc TXT (Tomorrow X Together)